# Lemba motinagar
Lemba motinagar är en insektsart som beskrevs av Ingrisch, F.M.H. Willemse och Shishodia 2004. Lemba motinagar ingår i släktet Lemba och familjen gräshoppor. Inga underarter finns listade i Catalogue of Life.